# Rutaka
Le Rutaka ou Kafa la Mjangaya (en comorien) est un massacre de Comoriens perpétré dans la ville de Mahajanga à Madagascar en décembre 1976 qui aurait fait plus de 500 morts et a entraîné le départ en exil de plus de 15 000 ressortissants comoriens.

## Contexte
Les Malgaches vivant à Mahajanga sont répartis en plusieurs ethnies : des Sakalaves, qui sont les habitants historiques de la région, des Mérinas du centre de l'île, occupant généralement des postes fonctionnaires et des Antaimoros, des Antaisaka et des Antandroy, regroupés sous le terme général de Betsirebaka, originaires du sud-est de l'île. Ces derniers sont peu nombreux (entre 500 et 1000 personnes) et constituent une sorte de sous-prolétariat.
La communauté comorienne représente près du tiers de la population de la ville (15 000 à 17 000 membres). La plupart sont nés à Madagascar et un certain nombre d'entre eux ont encore la nationalité française, car trois des quatre îles de l'archipel des Comores (Grande Comore, Anjouan et Mohéli) viennent tout juste d'accéder à l'indépendance (seule Mayotte est restée française). Les hommes occupent généralement des emplois nécessitant une certaine qualification et ont, de ce fait, un statut social supérieur à celui des Betsirebaka.

## Déclenchement
Le massacre est déclenché par un incident. Le 19 décembre 1976 dans la ville de Mahajanga dans le quartier de Fifio, eut lieu une querelle de voisinage dans le quartier de Mahabibo (un enfant Betsirebaka ayant fait ses besoins dans la cour d’une famille comorienne, un membre de la famille, excédé par cet acte, barbouilla l'enfant de ses propres excréments). Ce geste, qui enfreint plusieurs tabous, est considéré par les Betsirebaka comme un affront. La communauté comorienne propose un zébu et de l’argent, mais les Betsirebaka refusent tout accord à l’amiable.

## Massacre
Le lendemain, le massacre (rutaka) débute dans le quartier de Mahabibo. 
Durant trois jours, les Betsirebaka procèdent à des assassinats à la machette, à des mutilations et des viols dans les familles comoriennes. Ils incendient le quartier de Manga et saccagent les maisons de l’Abattoir.

## Bilan
Le bilan s’élèverait à entre 500 et 2000 morts selon les sources. Le ministre comorien des Affaires étrangères de l'époque, Mouzaoir Abdallah, avait estimé que ces massacres avaient fait 1374 morts (soit dix fois plus que le chiffre avancé du côté malgache). 
Parmi les victimes, un certain nombre étaient originaire de Mayotte (resté territoire français). Même s'ils n'étaient pas inscrit comme citoyens français au consulat de France, les autorités françaises ont toujours considéré les mahorais comme ressortissants Français, même si ceux-ci étaient en passe de « dénationalisation » et avait la possibilité d'obtenir par la suite la nationalité comorienne.
Le nombre de réfugiés vers les Comores évacués par la compagnie d'aviation belge Sabena est de l’ordre de 17 000, ce qui leur vaudra par la suite le nom de « Sabenas ».
Les affrontements qui vont faire rage pendant trois jours ne peuvent s'expliquer que par une rancœur sourde, accumulée progressivement par les Malgaches les plus pauvres contre les « étrangers »,.
Jusqu'à aujourd'hui, ni les victimes du massacre ni leurs descendants n’ont perçu d'indemnisation ou de réparation de la part du gouvernement malgache.

## Rôle ambigu de l'État malgache
L'armée et la police n'ont pas reçu d'ordre pour intervenir, sans qu'il soit clair s'il s'agit d'une sous-estimation de la gravité de la situation ou d'une volonté délibérée de ne pas intervenir. Finalement, des Comoriens ont été massacrés sous les yeux des soldats, restés passifs, et personne n'a vu l'armée prendre la défense des victimes. A contrario, certains témoins ont affirmé avoir vu des militaires malgaches prêter main-forte aux Betsirebaka.  
Ce n’est que le troisième jour après le déclenchement des massacres, que les forces de l’ordre, qui se trouvaient à Diego Suarez, sont intervenues.

### Témoignage
- Hadidja Mohamed, La Petite Fille à la robe unique (26 août 2016)